# Secesión de Berlín

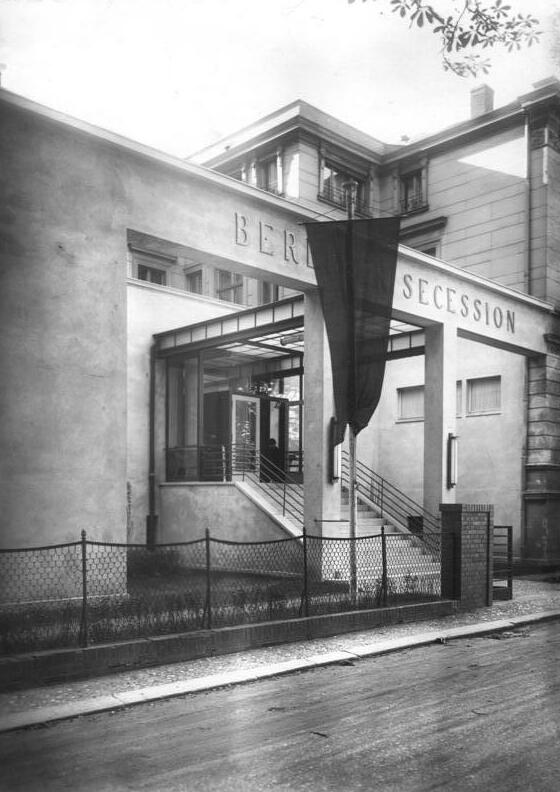
Edificio de la Secesión de Berlín.

La Secesión de Berlín (Berliner Secession) fue una asociación artística fundada por artistas berlineses en 1898 como una alternativa a la Asociación de Artistas de Berlín que era de carácter estatal y con marcado sesgo conservador. Ese año el jurado del Salón oficial rechazó un paisaje de Walter Leistikow, quien era una figura clave entre un grupo de jóvenes artistas interesados en el desarrollo moderno del arte. Sesenta y cinco jóvenes artistas fueron los miembros fundadores de la Secesión.
Max Liebermann fue el primer presidente de la Secesión de Berlín, y propuso que Paul Cassirer y su primo Bruno actuaran como agentes de negocios.
En 1901 Bruno Cassirer dimitió de la Secesión, de manera que pudo dedicarse enteramente a la editorial Cassirer. Paul asumió la dirección de la galería Cassirer, y apoyó a varios artistas de la Secesión, incluyendo los escultores Ernst Barlach y August Gaul, así como a la promoción de los impresionistas y postimpresionistas franceses.

## Miembros más famosos
- Hans Baluschek (1870-1935)
- Ernst Barlach (1870-1938)
- Paul Baum (1859-1932)
- Max Beckmann (1884-1950)

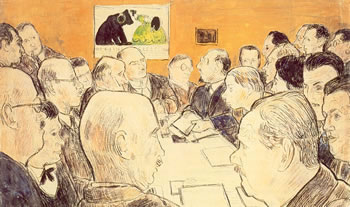
Reunión de la Secesión de Berlín. Dibujo. De izquierda a derecha: Wilhelm Kohlhoff, Erich Büttner, Friedrich Scholz, Ernst Fritsch, Leo v. König, Lovis Corinth, Ernst Oppler, Emil Orlik, Bruno Krauskopf, Charlotte Behrend-Corinth, Erich Waske, Franz Heckendorf.

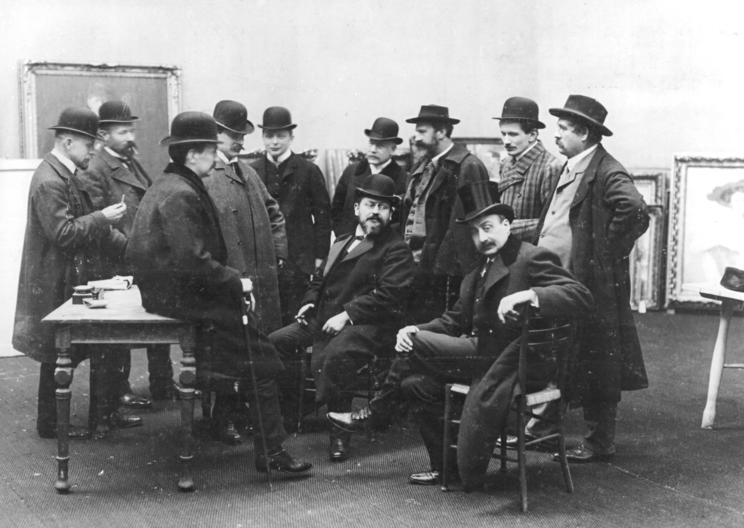
Miembros del jurado de la Secesión de Berlín.

- Charlotte Berend-Corinth (1880-1967)
- Josef Block (1863-1943)
- Martin Brandenburg (1870-1919)
- Erich Büttner (1889-1936)
- Lovis Corinth (1858-1925)
- Anna Costenoble (1863-1930)
- Charles Crodel (1894-1973)
- Ludwig Dettmann (1865-1944)
- Otto Heinrich Engel (1866-1949)
- Lyonel Feininger (1871-1956)
- Philipp Franck (1860-1944)
- August Gaul (1869-1921)
- Hugo von Habermann (1849-1929)
- Karl Hagemeister (1848-1933)
- Philipp Harth (1885-1968)
- Emil van Hauth (1899-1974)
- Erich Heckel (1883-1970)
- Franz Heckendorf (1888-1962)
- Dora Hitz (1856-1924)
- Ferdinand Hodler (1853-1918)
- Ludwig von Hofmann (1861-1945)
- Ulrich Hübner (1872-1932)
- Willy Jaeckel (1888-1944)
- Franz M. Jansen (1885-1958)
- Ernst Ludwig Kirchner (1880-1938)
- Fritz Klimsch (1870-1960)
- Max Klinger (1857-1920)
- Wilhelm Kohlhoff (1893-1971)
- Georg Kolbe (1877-1947)
- Käthe Kollwitz (1867-1945)
- Leo von König (1871-1944)
- August Kraus (1868-1934; 1911-1913)
- Bruno Krauskopf (1892-1960)
- Carl Max Kruse (1854-1942)
- Walter Leistikow (1865.1908)
- Max Liebermann (1847-1935)
- Heinrich Eduard Linde-Walther (1868-1939)
- Otto Modersohn (1865-1943)
- Marg Moll (1884-1977)
- Oskar Moll (1875-1947)
- George Mosson (1851-1933)
- Edvard Munch (1863-1944)
- Emil Nolde (1867-1956)
- Emil Orlik (1870-1932)
- Waldemar Rösler (1882-1916)
- Max Schlichting (1866-1937)
- Karl Schmidt-Rottluff (1884-1976)
- Clara Siewert (1862-1944)
- Renée Sintenis (1888-1965)
- Franz Skarbina (1849-1910)
- Maria Slavona (1865-1931)
- Max Slevogt (1868-1932)
- Eugene Spiro (1874-1972)
- Robert Sterl (1867-1932)
- Adolf Strübe (1881-1973)
- Wilhelm Trübner (1851-1917)
- Lesser Ury (1861-1931)
- Arnold Waldschmidt (1873-1958)
- Emil Rudolf Weiss (1875-1942)
- Julie Wolfthorn (1864-1944)
- Heinrich Zille (1858-1929)
- Otto Dix (1891-1969)